# Bivio Santa Lucia
Il Bivio/PC Santa Lucia è un bivio ferroviario realizzato nel 1992 situato alla confluenza della linea a monte del Vesuvio nella Napoli-Battipaglia.

## Storia
Il bivio venne attivato nel 1992 con l'apertura, avvenuta il 12 luglio dello stesso anno, della diramazione proveniente da Sarno che in questa località confluiva nella variante in galleria tra Nocera Inferiore e Salerno della linea Napoli-Battipaglia, attiva dal 1977 con l'apertura della galleria Santa Lucia.
Nel 2020 il bivio, che prima era percorso in deviata dai treni instradati sulla LMV, venne reso di corretto tracciato per tale linea e acquisì contestualmente anche la funzione di posto di comunicazione.
Il nuovo collegamento veloce Sarno-Salerno venne realizzato allo scopo di smistare il traffico diretto a nord di Napoli, instradando i treni a lunga percorrenza attraverso Cancello, alleggerendo così il traffico sulla linea storica costiera Napoli-Battipaglia. Lo snodo ha accresciuto la sua importanza in seguito all'apertura nel 2008 della nuova linea ad alta velocità "a monte del Vesuvio", inaugurata il 15 aprile 2008, che interseca al Bivio Sarno l'interconnessione proveniente dall'omonima stazione posta sulla linea da Cancello, e sulla quale vengono instradati i collegamenti a lunga percorrenza, relegando la linea costiera Napoli-Battipaglia ai collegamenti locali e metropolitani.

## Strutture e impianti
Il bivio è ubicato nel comune di Nocera Superiore, circa un chilometro ad Est della stazione di Nocera Superiore, sulla variante della linea Napoli-Battipaglia tra Nocera Inferiore e Salerno, attivata nel 1977 con l'apertura della galleria Santa Lucia; la variante attraverso la galleria Santa Lucia fa evitare ai treni a lunga percorrenza il valico di Cava dei Tirreni caratterizzato da una pendenza media del 30 per mille che, per i treni più pesanti, imponeva l'utilizzo della doppia trazione in testa o della locomotiva di spinta in coda, rendendo necessaria, per percorrere la tratta in ascesa, la fermata a Salerno e a Nocera Inferiore per l'aggancio della locomotiva di spinta in coda o della doppia in testa.
Il bivio è distante 11+277 km da Sarno, 4+803 km da Nocera Inferiore e 10+929 km da Salerno ed è ubicato all'imbocco nord dell'omonima galleria che attraversa la frazione Santa Lucia del comune di Cava dei Tirreni, oltre ad alcune frazioni del comune di Salerno. Il bivio conta di due binari provenienti da Sarno e due binari provenienti da Nocera Inferiore che
confluiscono in due binari in direzione Salerno e Battipaglia e dispone di un marciapiede di servizio al primo binario di transito.